# Amigdalectomia
La amigdalectomia  consisteix en la remoció quirúrgica de les amígdales.
Aquesta intervenció quirúrgica la porta a terme l'otorrinolaringòleg.
Es realitza sota anestèsia general i dura aproximadament 30 minuts.
Aquesta cirurgia es realitza tant en nens com en adults.

## Indicacions
Els principals motius que porten a decidir aquesta intervenció quirúrgica estan relacionats amb: 
- Roncs i apnees del son.
- Amigdalitis recurrent.
- Antecedent de dues o més abscessos periamigdalins (acumulació de pus en l'espai entre la càpsula amigdalina i el teixit faringi en què aquesta s'insereix).
- Halitosi (mal alè) que no respon amb altres mesures. Aquesta halitosi normalment apareix per l'acumulació de càseum.

El postoperatori requereix com a mesures bàsiques una dieta tova i freda i la ingesta d'analgèsics per tractar el mal de gola els primers dies.

## Mites sobre l'amigdalectomia
- Baixen les defenses després d'operar-se d'amígdales: No existeix cap informe a escala internacional que indiqui aquesta situació. En canvi, s'observa sovint que els pacients operats d'amígdales tenen menys infeccions que els no operats.
- És molt petit per operar-se: No hi ha edat mínima per realitzar aquesta intervenció encara que el més comú és que es faci després dels 2 anys de vida.
- Les amígdales poden tornar a créixer: Les amígdales no tornen a créixer. Hi ha confusions de vegades amb les adenoides, que poden tornar a créixer excepcionalment després d'operades en els nois menors de 3 anys.